# Alsóvesztény
Alsóvesztény (szlovákul Dolné Vestenice) község Szlovákiában, a Trencséni kerületben, a Privigyei járásban.

## Fekvése
Privigyétől 20 km-re délnyugatra, a Nyitrica-patak partján fekszik.

## Története
A települést a 11. században alapították. 1349-ben „Wezthenicz Inferior” alakban említik először. A szkacsányi uradalom része volt. 1553-ban 14 adózó portája létezett. A 16-18. században lakói sáfrány- és szőlőtermesztéssel foglalkoztak. 1629-től részben a püspöki uradalom része. 1663-1664-ben a töröknek adózott. 1715-ben 42 háztartás adózott a településen. 1777-től a nyitrai káptalan birtoka.
A 18. század végén Vályi András így ír róla: „Alsó, Felső Vesztenicz. Két népes tót faluk Nyitra Várm. földes Urok a’ Nyitrai Káptalanbéli Uraság, lakosaik katolikusok, Alsó a’ Felsőnek filája; fekszenek Rokos nevű hegy alatt; földgyeik jók, fájok van, szőlejik termékenyek, javaik többfélék, sáfrányt is termesztenek.”
1815-ben 63 jobbágy, 10 zsellér és 5 napszámos családja, összesen 524 lakosa volt. 1828-ban 92 házában 638 lakos élt, akik a 19. században állattartásból, gyümölcstermesztésből éltek.
Fényes Elek 1851-ben kiadott geográfiai szótárában így ír a faluról: „Alsó-Vesztenicz, Nyitra m. tót falu, ezelőtt Trencsén vármegyében, szélén, a bajmóczi országutban: 336 kath., 2 evang. lak.”
Borovszky Samu monográfiasorozatának Nyitra vármegyét tárgyaló része szerint: „Alsó-Vesztenicz, tót falu, mely a veszteniczi völgyben, a Chotoma és Dielcze nevü hegyek közt fekszik 633 lakosa r. kath. vallásu. Kis templomát a község könyöradományokból emelte 1894-ben. A falut 1876-ban nagy tűzvész pusztította el, mely alkalommal a régi templom is porrá égett. A faluban botgyár is van. A lakosok nagyban űzik a gyümölcsfatenyésztést és a gyümölcscsel való kereskedést. E község 1349-ben a zobori konvent birtoka volt. Későbbi földesurai az Eszterházyak voltak. Jelenleg a nyitrai káptalannak van itt nagyobb erdőterülete.”
A trianoni diktátumig Nyitra vármegye Nyitrazsámbokréti járásához tartozott, ezután az újonnan létrehozott csehszlovák államhoz csatolták.
Lakói mezőgazdasággal foglalkoztak és a helyi üzemben dolgoztak. A második világháború idején részt vettek a szlovák nemzeti felkelésben, 1944 szeptemberében partizáncsoportot alakítottak.

## Népessége
| Év:            | 1994. | 2004.   | 2014.   | 2024.   |
| -------------- | ----- | ------- | ------- | ------- |
| Emberek száma: | 2704  | 2686    | 2593    | 2374    |
| Eltérés:       |       | -0,66 % | -3,46 % | -8,44 % |

| Év:            | 2023. | 2024.   |
| -------------- | ----- | ------- |
| Emberek száma: | 2388  | 2374    |
| Eltérés:       |       | -0,58 % |

1880-ban 514 lakosából 1 magyar, 12 német és 486 szlovák anyanyelvű volt.
1890-ben 633 lakosából 6 magyar, 13 német és 614 szlovák anyanyelvű volt.
1900-ban 805-en lakták, ebből 10 magyar, 34 német és 750 szlovák anyanyelvű; ebből 772 római katolikus, 24 izraelita és 9 evangélikus vallású volt.
1910-ben 792-en lakták: 69 magyar, 9 német és 713 szlovák anyanyelvű; továbbá ebből 772 római katolikus, 15 izraelita és 5 evangélikus vallású volt.
1921-ben 811 lakosából 1 magyar, 3 német, 10 zsidó, 785 csehszlovák és 12 egyéb nemzetiségű volt. Ebből 797 római katolikus, 11 izraelita, 2 evangélikus és 1 egyéb vallású.
1930-ban 830 lakosából 4 német, 825 csehszlovák és 1 állampolgárság nélküli volt. Ebből 825 római katolikus, 1 izraelita és 4 egyéb vallású.
1970-ben 1154 lakosából 2 magyar és 1129 szlovák volt.
1980-ban 1611-en lakták, ebből 4 magyar és 1569 szlovák.
1991-ben 2523-an lakták: 4 magyar és 2465 szlovák.
2001-ben 2699 lakosából 2654 szlovák és 1 magyar volt.
2011-ben 2611-en lakták, ebből 2484 szlovák, 31 cseh, 3 magyar, 2 morva és 86 ismeretlen nemzetiségű.
2021-ben 2495-en lakták: 2409 (+6) szlovák, 1 magyar, 29 (+2) egyéb, (+1) cigány és 56 ismeretlen nemzetiségű.
| Lakosok száma | 2580 | 2495 | 2374 |
|               | 2017 | 2021 | 2024 |

## Nevezetességei

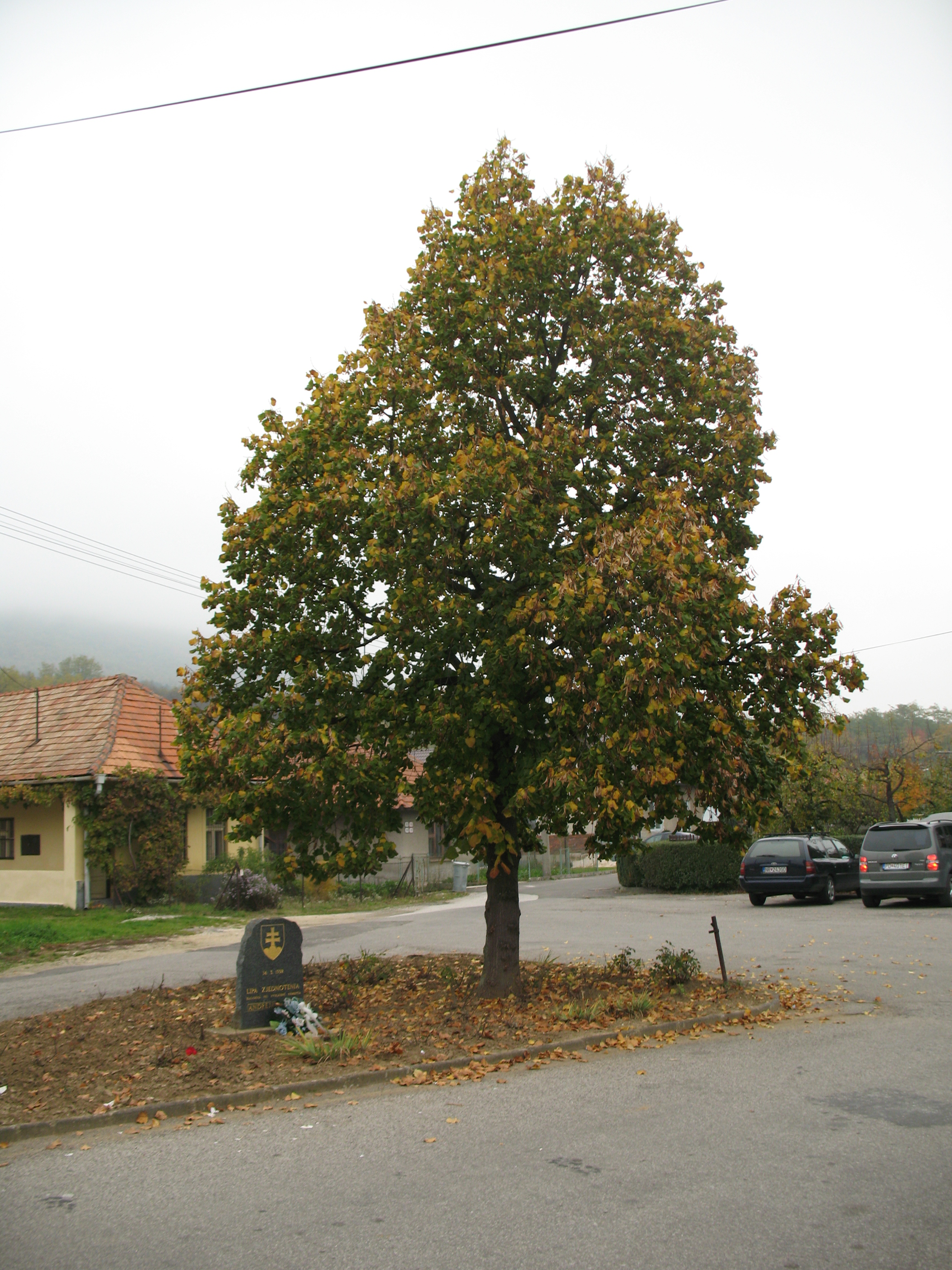
Egyesítés hársfája 1992-ből

- Klasszicista temploma a 19. század elején épült.